# JFE条鋼
JFE条鋼株式会社（ジェイエフイーじょうこう、英文社名 JFE Bars & Shapes Corporation）は、JFEスチール傘下の鉄鋼メーカー（電気炉メーカー）である。

## 概要
スクラップ（鉄屑）を原料とし電気炉を用いて鉄鋼製品を製造する、電気炉メーカーと呼ばれる鉄鋼メーカーである。建築・機械等に使用される形鋼・平鋼、自動車部品や機械部品等に使用される棒鋼、鉄筋用の異形棒鋼、鉄線や鋼線に使用される線材などを製造する。豊平製造所（北海道札幌市）・鹿島製造所（茨城県神栖市）・東部製造所（埼玉県三郷市）・姫路製造所（兵庫県姫路市）・水島製造所（岡山県倉敷市）の5工場を持つ。
大手鉄鋼メーカーのJFEスチールが資本金の全額を出資する（JFEスチールの完全子会社）。JFEスチールの発足前は日本鋼管 (NKK) のグループ企業で、旧社名はエヌケーケー条鋼。東京証券取引所第一部（東証1部）に上場していた電気炉メーカートーア・スチールが1999年に解散したのに伴い、同社の事業を引き継いでいる。
2012年4月、同じくJFEスチールグループの電炉メーカーであるダイワスチール、東北スチール、豊平製鋼を吸収合併した。

## 沿革
- 1991年10月 - エヌケーエフエステート株式会社として設立。
- 1998年9月 - エヌケーケー条鋼株式会社に社名変更。
- 1999年4月1日 - トーア・スチール株式会社の鉄鋼事業を譲り受ける。あわせて、NKK福山製鉄所の大形工場（H形鋼・鋼矢板・レール等を製造）もNKKから継承。
- 2005年4月1日 - JFE条鋼株式会社に社名変更。会社分割により、福山製造所をJFEスチールに分割[3]。
- 2006年5月 - 本社を中央区新川から現在地に移転。
- 2011年5月 - いずれもJFEスチール傘下であるダイワスチール、東北スチール、豊平製鋼との4社で事業統合の検討を発表。
- 2012年4月 - 4社合併により新体制発足（JFE条鋼を存続会社とする吸収合併）[4]。
- 2017年4月 - 仙台製造所を分離し、JFEスチールに移管[5]

## 受賞
- 産学官連携功労者表彰日本学術会議会長賞（2014年）：「低環境負荷非鉛低炭素快削鋼」の開発